# Acer bolanderi
Acer bolanderi é uma espécie de árvore do gênero Acer, pertencente à família Aceraceae.